# 高岡貨物駅
高岡貨物駅（たかおかかもつえき）は、富山県高岡市吉久1丁目にある日本貨物鉄道（JR貨物）新湊線の貨物駅である。新湊線の終着駅。
かつては能町駅から3.6kmの地点にあり新湊駅（しんみなとえき）と称していたが、2002年（平成14年）12月1日に能町駅側1.7kmの現在地に移転し、現在の名称に改称した。

## 歴史

### 概要
当駅は1918年（大正7年）1月27日に中越鉄道支線能町駅 - 当駅間開業と同時に開業した。1912年（大正元年）の伏木港修築事業完成によって伏木港における貨物量が増大し、庄川左岸の伏木駅のみではその取扱面積が狭隘となったため開業した路線であったが、国有鉄道線との直通輸送が行えず、また社線である関係上設備が乏しく輸送力が不足していた。よって1920年（大正9年）に至って本鉄道線は伏木港を控えて北海道樺太方面との連絡を行う重要路線であるにもかかわらず、私設鉄道たる故に設備が不足しており、これを国有化して日本海と内地を連絡する鉄道たらしむべく、政府は第43回帝国議会に国有化に係る法案を提出し、1920年（大正9年）8月6日に大正9年法律第55号「成田鉄道及中越鉄道買収ニ関スル法律」を制定、同年9月1日に買収が行われた。当駅は国有化と同時に、旅客、手荷物、小荷物及び大貨物の取扱を開始した。
1933年（昭和8年）12月25日には越中鉄道線が当駅まで0.6キロメートル延伸し、同社線新伏木港駅が開業した。国鉄新湊駅は庄川西岸にあって市街地に直結していない不便さがあったので、同社は当駅から高岡駅間について鉄道敷設免許の申請を行ったが、鉄道省としては交通量稀薄の当該地帯における並行路線の必要性に疑義を呈し、1929年（昭和4年）に免許を取得したものの、国鉄との駅共用や乗入れ等の問題が山積しており、日支事変勃発により敷設の機を逸することとなった。
のちに越中鉄道は富山地方鉄道に吸収され、1944年（昭和19年）3月3日に同社が再び新湊 - 高岡駅前間の軌道敷設特許を申請、同年11月5日に特許を得たが、なお当駅への乗入れについては同社と国鉄側との折衝が行われ、1948年（昭和23年）4月9日に至ってようやく施行認可を取得した。この際に国鉄は新湊線における旅客営業を廃止し、客貨輸送を分離してその任を富山地方鉄道に委ねることを決定している。これまで国鉄が担ってきた旅客輸送を社線に委ねる関係上、国鉄は旅客に不便を与えないよう旅客及び手小荷物の連絡輸送を富山地方鉄道に要請し、これがために同社は一般の軌道線とは異なる営業を行うこととなった。このような問題に加えて、当駅乗入れや駅舎設備共用、日本鋼管専用鉄道横断とその付替等の問題についてはなお交渉が続き、最終的に国鉄は1949年（昭和24年）5月28日に起工を承認、1951年（昭和26年）4月1日の富山地方鉄道高岡軌道線開通と同時に、当駅は旅客営業を廃止した。旅客営業復活を望む声は当時からあり、国鉄に対して陳情が行われたこともあるが、その後は臨時列車の乗入れが行われたのみとなっている。
旅客輸送廃止の一方、当駅は昭和中期の貨物輸送の隆盛に伴い、1964年（昭和39年）度には北陸随一の貨物取扱量100万トンを達成し、他路線の平均に対して4.7倍の収益を上げ営業係数75を記録するなど、当時の国鉄線において珍しく、また高岡管理所管内において唯一の黒字路線であった。

### 年表

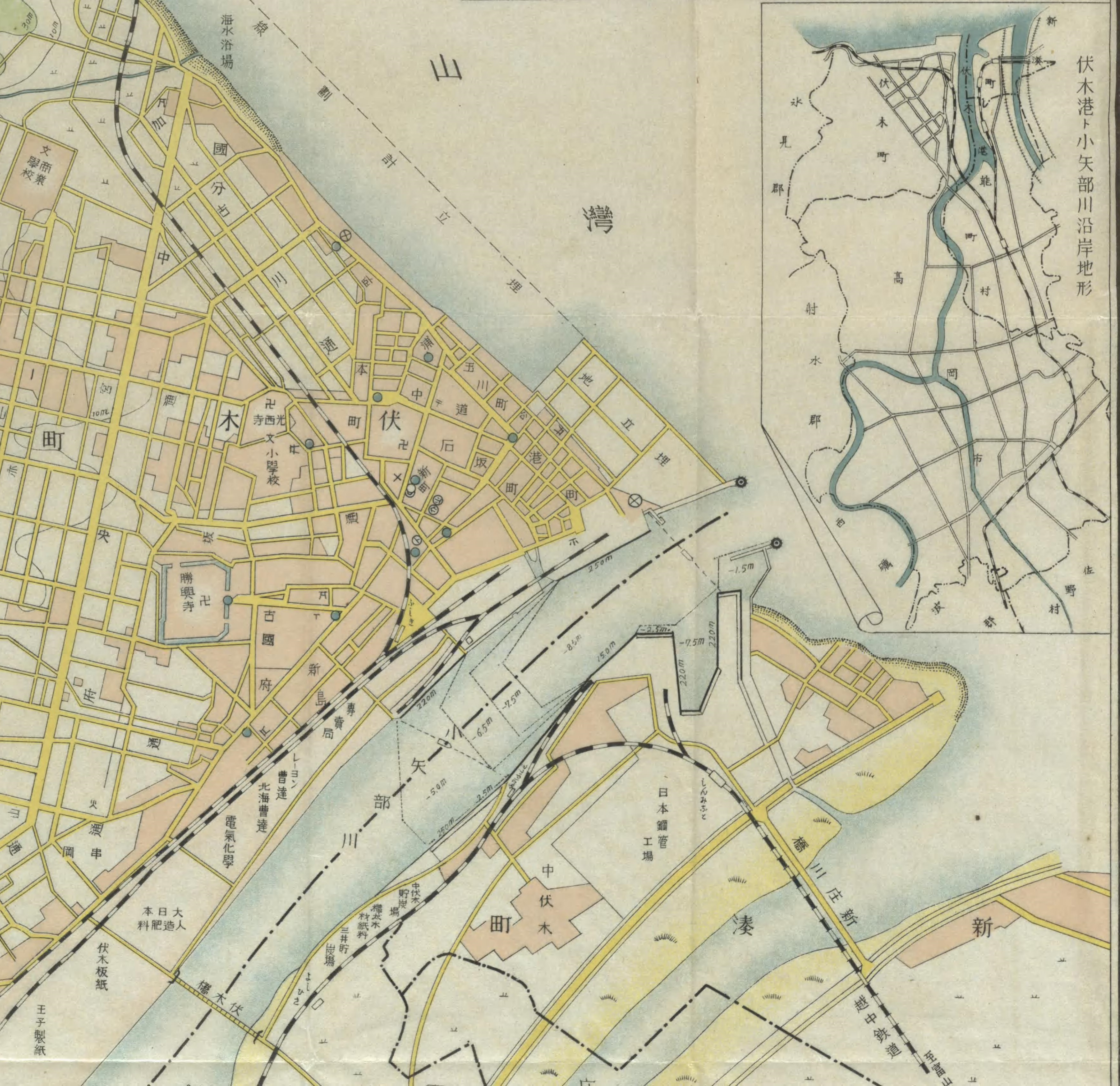
1935年（昭和10年）度における新湊駅周囲概況。当駅より伸びる専用線の姿も確認できる

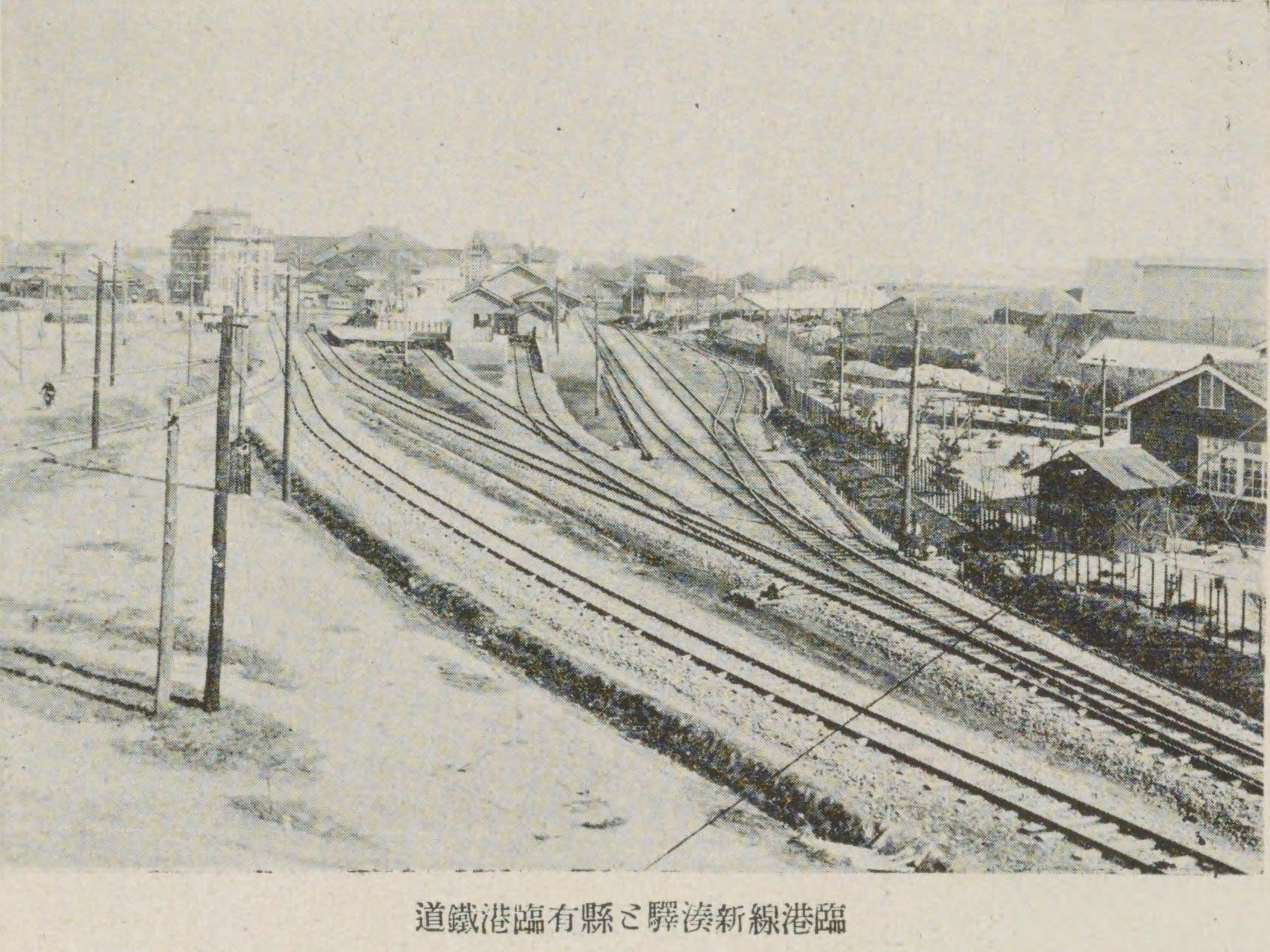
戦前の新湊駅構内

- 1918年（大正7年）1月27日：中越鉄道の新湊駅として開業[4]。
- 1919年（大正8年）4月1日：当駅に接続していた日本鋼管株式会社の専用鉄道が運輸営業を開始する[23]。
- 1920年（大正9年）9月1日：中越鉄道が国有化、鉄道省（国鉄）新湊軽便線の駅となり、旅客、手荷物、小荷物及び大貨物の取扱を開始する[9]。
- 1922年（大正11年）9月2日：軽便鉄道法の廃止により新湊軽便線が新湊線に改称[24]。
- 1931年（昭和6年）5月14日：当駅と越中鉄道線との間に連帯運輸の取扱を開始する[25][26]。旅客、手荷物及び旅客附随小荷物（車輌類を除く）を取扱い、新湊東口駅との間は同社乗合自動車によって連絡を行う[25]。
- 1933年（昭和8年）12月25日：越中鉄道線が当駅まで0.6粁延伸し、同社線新伏木港駅が開業する[10][11]。
- 1934年（昭和9年）2月20日：越中鉄道線との間に貨物の連帯運輸を開始し、貸切扱貨物は省社線間において貨車積換を行うものとする[27]。ただし、1個の重量が2トンを超えるもの、容積が3立方メートルを超えるもの、危険物（石油類、炭化石灰、燐寸類、油脂油布類、酸類、可燃性及び不燃性圧縮ガス、液化ガス、可燃性液体、マグネシウム、ブロム（臭素）並びに硝石を除く）、家畜において牛や馬ならびにその他容器に入れないもの、甲種鉄道車輌（私有貨車を含む）及び屍体は取扱わない[27]。
- 1939年（昭和14年）11月1日：構内に新湊電信取扱所を設置する[28]。
- 1951年（昭和26年）4月1日：富山地方鉄道高岡軌道線（現・万葉線）開通に伴い旅客営業を廃止[16]。
- 1964年（昭和39年）1月：旅客営業時代の駅舎を解体する[29]。
- 1974年（昭和49年）10月1日：営業範囲を改正し、車扱貨物を取扱う駅となる[30]。
- 1987年（昭和62年）4月1日：国鉄分割民営化によりJR貨物の駅となる[31]。
- 1989年（平成元年）3月11日：営業範囲を改正し、車扱貨物及びコンテナ貨物を取扱う駅となる[31]。
- 2002年（平成14年）12月1日：旧吉久駅付近の現在地に移転し、高岡貨物駅に改称[1][2][32]。
- 2018年（平成30年）：荻布倉庫専用線の運行終了する。しかし、入換動車2両中、1両は中越パルプ高岡工場で活躍。
- 2020年（令和2年）12月25日：中越パルプ高岡工場専用線の運行終了する[33]。これにより、新湊線最後の専用線が廃止された。
- 2022年（令和4年）6月7日：本路線の最後のスイッチャーが解体される。
- 2024年（令和6年）1月11日：同月1日に発生し、能登半島から富山県氷見市にかけて甚大が被害が出た令和6年能登半島地震被災自治体向けの救援物資（救助用寄贈品）輸送貨物列車の第1便が当駅に到着。廃止が取り沙汰されて定期列車の運行も無い中で、当駅の重要性が認識される[34]。

## 駅構造
小矢部川沿いに広がる細長い地上駅である。着発線荷役方式（E&S方式）を採用している。
3本の着発線を有し、また1面のコンテナホームが設置されている。その他、仕分線が3本、上り1番線の東側に敷設されている。また、営業窓口のJR貨物高岡営業所が駅構内に設置されている。
工場内に1面1線の上屋付貨物ホームと、1面1線のコンテナホームが設置されており、この専用線は紙輸送に使用されている。本線の能町駅側から、中越パルプ工業高岡工場へ続く専用線が分岐していた。また、かつては荻布倉庫も1250米の専用線を有しており、ディーゼル機関車一輌を保有していたが、2018年頃に荻布倉庫専用線は運行を終了。中越パルプ高岡工場専用線も2020年（令和2年）12月25日を以て運行を終了し、2022年（令和4年）6月7日に中越パルプ高岡工場に残った入換動車と荻布倉庫に残った入換動車が廃却した。

### 旅客設備
旅客営業を行っていた時代の駅舎は、駅長事務室、出札室、待合室、駅員詰所及び休憩室の設備を有し、115平方メートルの面積を有した。乗降場は片側式で、幅5メートル、長さは74.6メートルであった。駅前広場は396.6平方メートルを有し、1934年（昭和9年）当時の構内総面積は6000平方メートルに及んだ。旅客営業終了後も駅舎は残存していたが、1964年（昭和39年）1月に解体された。

### 専用側線一覧
1923年（大正12年）1月23日付『鉄道公報』号外によると、当駅接続の専用鉄道は次の通りであった。
- 日本鋼管専用鉄道（動力：手押及び省機関車、作業哩程：1哩）

1930年（昭和5年）12月5日付『鉄道公報』附録通報「専用線一覧（運輸局）」によると、当駅接続の専用鉄道は次の通りであった。
- 日本鋼管専用鉄道（動力：手押、作業粁程：0.3粁）

1934年（昭和9年）の名古屋鉄道局による報告によると、当駅接続の専用鉄道及び専用側線は次の通りであった。
- 専用鉄道
  - 日本鋼管専用鉄道（動力：手押、作業粁程：0.3粁）
- 専用側線
  - 富山県線（動力：手押及び省機関車、作業粁程：0.4粁）

1951年（昭和26年）12月15日付『鉄道公報』第732号通報「専用線一覧について（営業局）」別表によると、当駅接続の専用鉄道及び専用側線は次の通りであった。
- 専用鉄道
  - 日本鋼管専用鉄道（第三者使用：伏木海陸運送及び牧田建設工業所、動力：国鉄機関車、作業粁程：0.2粁（機関車）・0.8粁（貨車））
- 専用側線
  - 富山県一号線（第三者使用：伏木海陸運送及び八島（合名）、動力：国鉄機関車、作業粁程：0.4粁）
  - 富山県二号線（第三者使用：伏木海陸運送及び八島（合名）、動力：国鉄機関車、作業粁程：0.4粁）
  - 富山県三号線（第三者使用：伏木海陸運送、動力：国鉄機関車、作業粁程：0.5粁）
  - 伏木海陸運送一号線（動力：国鉄機関車及び手押、作業粁程：0.3粁）
  - 伏木海陸運送二号線（動力：国鉄機関車、作業粁程：0.2粁）
  - 荻布（合名）線（第三者使用：伏木海陸運送、動力：国鉄機関車、作業粁程：0.9粁（第1積卸場）・1.0粁（第2積卸場）、備考：能町駅 - 新湊駅間にて分岐）
  - 荻布（合名）西部線（動力：手押、作業粁程：0.1粁）
  - 荻布倉庫中部線（第三者使用：伏木海陸運送及び北一、動力：国鉄機関車及び手押、作業粁程：0.1粁）
  - 北海電化工業線（第三者使用：伏木海陸運送、動力：国鉄機関車及び手押、作業粁程：0.3粁、備考：小口扱も取扱う）
  - 三越金属工業線（第三者使用：伏木海陸運送、動力：国鉄機関車、作業粁程：0.1粁）

1953年（昭和28年）10月10日付『鉄道公報』第1254号通報専用線一覧別表掲載中、当駅接続の専用鉄道及び専用線は次の通りであった。
- 専用鉄道
  - 日本鋼管専用鉄道（第三者使用：伏木海陸運送及び牧田建設、動力：国鉄機関車、作業粁程：0.2粁（機関車）・0.8粁（貨車））
- 専用線
  - 富山県一号線（第三者使用：伏木海陸運送及び八島（合名）、動力：国鉄機関車及び手押、作業粁程：0.4粁）
  - 富山県二号線（第三者使用：伏木海陸運送及び八島（合名）、動力：国鉄機関車及び手押、作業粁程：0.4粁）
  - 富山県三号線（第三者使用：伏木海陸運送、動力：国鉄機関車及び手押、作業粁程：0.5粁）
  - 伏木海陸運送一号線（動力：国鉄機関車及び手押、作業粁程：0.3粁）
  - 伏木海陸運送二号線（動力：国鉄機関車及び手押、作業粁程：0.3粁）
  - 荻布倉庫線（第三者使用：伏木海陸運送及び呉羽紡績、動力：国鉄機関車、作業粁程：1.0粁、備考：能町駅 - 新湊駅間にて分岐）
  - 荻布倉庫西部線（第三者使用：呉羽紡績、動力：手押、作業粁程：0.1粁）
  - 荻布倉庫中部線（第三者使用：伏木海陸運送及び北一、動力：国鉄機関車及び手押、作業粁程：0.1粁）
  - 東化工線（第三者使用：伏木海陸運送、動力：国鉄機関車及び手押、作業粁程：0.3粁）
  - 三越金属工業線（第三者使用：伏木海陸運送、動力：国鉄機関車及び手押、作業粁程：0.1粁）

1970年（昭和45年）10月1日現在における新湊駅接続の専用鉄道及び専用線は以下の通りであった。
- 専用鉄道
  - 日本鋼管専用鉄道（真荷主：牧田建設工業所、通運事業者：伏木海陸運送、動力：国鉄機関車及び手押、作業粁程：0.8粁（但し機関車は0.3粁）、総延長粁程：0.5粁）
- 専用線
  - 富山県一号線（真荷主：八島（合名）、通運事業者：伏木海陸運送、動力：国鉄機関車及び手押、作業粁程：0.3粁、総延長粁程：0.3粁）
  - 富山県二号線（真荷主：八島（合名）、通運事業者：伏木海陸運送、動力：国鉄機関車及び手押、作業粁程：0.3粁、総延長粁程：0.3粁）
  - 富山県三号線（通運事業者：伏木海陸運送、動力：国鉄機関車及び手押、作業粁程：0.4粁、総延長粁程：0.6粁）
  - 伏木海陸運送一号線（動力：国鉄機関車及び手押、作業粁程：0.3粁（但し機関車は0.2粁）、総延長粁程：0.3粁）
  - 伏木海陸運送二号線（動力：国鉄機関車及び手押、作業粁程：0.2粁、総延長粁程：0.2粁）
  - 荻布倉庫線（真荷主：日本重化学工業及び十条製紙、通運事業者：伏木海陸運送、動力：国鉄機関車、私有機関車及び手押、作業粁程：0.7粁（但し機関車は0.3粁）、総延長粁程：1.9粁）
  - 荻布倉庫西部線（動力：国鉄機関車及び手押、作業粁程：0.1粁、総延長粁程：0.1粁）
  - 荻布倉庫中部線（通運事業者：伏木海陸運送、動力：国鉄機関車及び手押、作業粁程：0.1粁、総延長粁程：0.1粁）
  - 日本重化学工業線（通運事業者：伏木海陸運送、動力：私有機関車、作業粁程：1.1粁、総延長粁程：2.3粁）
  - 三越金属工業線（通運事業者：伏木海陸運送、動力：国鉄機関車及び手押、作業粁程：0.1粁、総延長粁程：0.1粁）
  - 三越金属工業二号線（通運事業者：伏木海陸運送、動力：国鉄機関車及び手押、総延長粁程：0.2粁、総延長粁程：0.3粁）
  - 京阪練炭線（動力：国鉄機関車及び手押、作業粁程：0.2粁、総延長粁程：0.3粁）
  - 京阪練炭西線（動力：手押、作業粁程：0.1粁、総延長粁程：0.1粁）
  - 城北工機製作所線（真荷主：大城物産、動力：国鉄機関車、作業粁程：0.1粁、総延長粁程：0.1粁）
  - 新湊鉄道産業線（動力：私有機関車、総延長粁程：0.1粁、備考：車庫線である）

1983年（昭和58年）4月1日現在における当駅接続の専用鉄道及び専用線は以下の通りであった。
- 専用鉄道
  - 日本鋼管専用鉄道（真荷主：牧田組、通運事業者等：伏木海陸運送、動力：国鉄機関車及び手押、作業粁程：0.8粁（但し機関車は0.3粁）、総延長粁程：0.5粁）
- 専用線
  - 富山県一号線（真荷主：八島（合名）、通運事業者：伏木海陸運送、動力：国鉄機関車及び手押、作業粁程：0.3粁、総延長粁程：0.3粁）
  - 富山県二号線（真荷主：八島（合名）、通運事業者：伏木海陸運送、動力：国鉄機関車及び手押、作業粁程：0.3粁、総延長粁程：0.3粁）
  - 富山県三号線（通運事業者：伏木海陸運送、動力：国鉄機関車及び手押、作業粁程：0.4粁、総延長粁程：0.6粁）
  - 伏木海陸運送線（動力：国鉄機関車及び手押、作業粁程：0.2粁、総延長粁程：0.2粁）
  - 荻布倉庫線（真荷主：日本重化学工業、十条製紙、セントラル石油瓦斯、多田薬品鉱業及び住友林業、通運事業者：伏木海陸運送、動力：国鉄機関車、私有機関車及び手押、作業粁程：0.7粁（但し機関車は0.3粁）、総延長粁程：1.7粁）
  - 荻布倉庫西部線（動力：国鉄機関車及び手押、作業粁程：0.1粁、総延長粁程：0.1粁）
  - 荻布倉庫中部線（通運事業者：伏木海陸運送、動力：国鉄機関車及び手押、作業粁程：0.1粁、総延長粁程：0.1粁）
  - 日本重化学工業線（通運事業者：伏木海陸運送及び東栄興産、動力：私有機関車、作業粁程：1.1粁、総延長粁程：2.3粁）
  - 三越金属工業線（通運事業者：伏木海陸運送、動力：国鉄機関車及び手押、総延長粁程：0.2粁、総延長粁程：0.3粁）
  - 昭和石油瓦斯線（動力：国鉄機関車、作業粁程：0.1粁、総延長粁程：0.1粁）
  - 新湊鉄道産業線（動力：私有機関車、総延長粁程：0.1粁、備考：車庫線である）

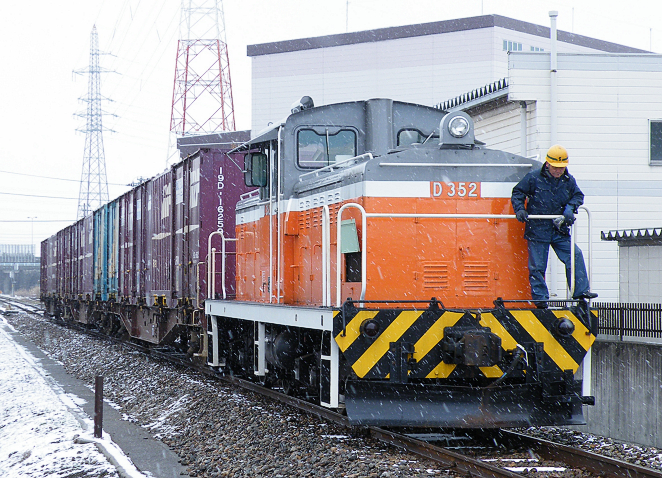
中越パルプ工業専用線から高岡貨物駅へ進入する貨物列車
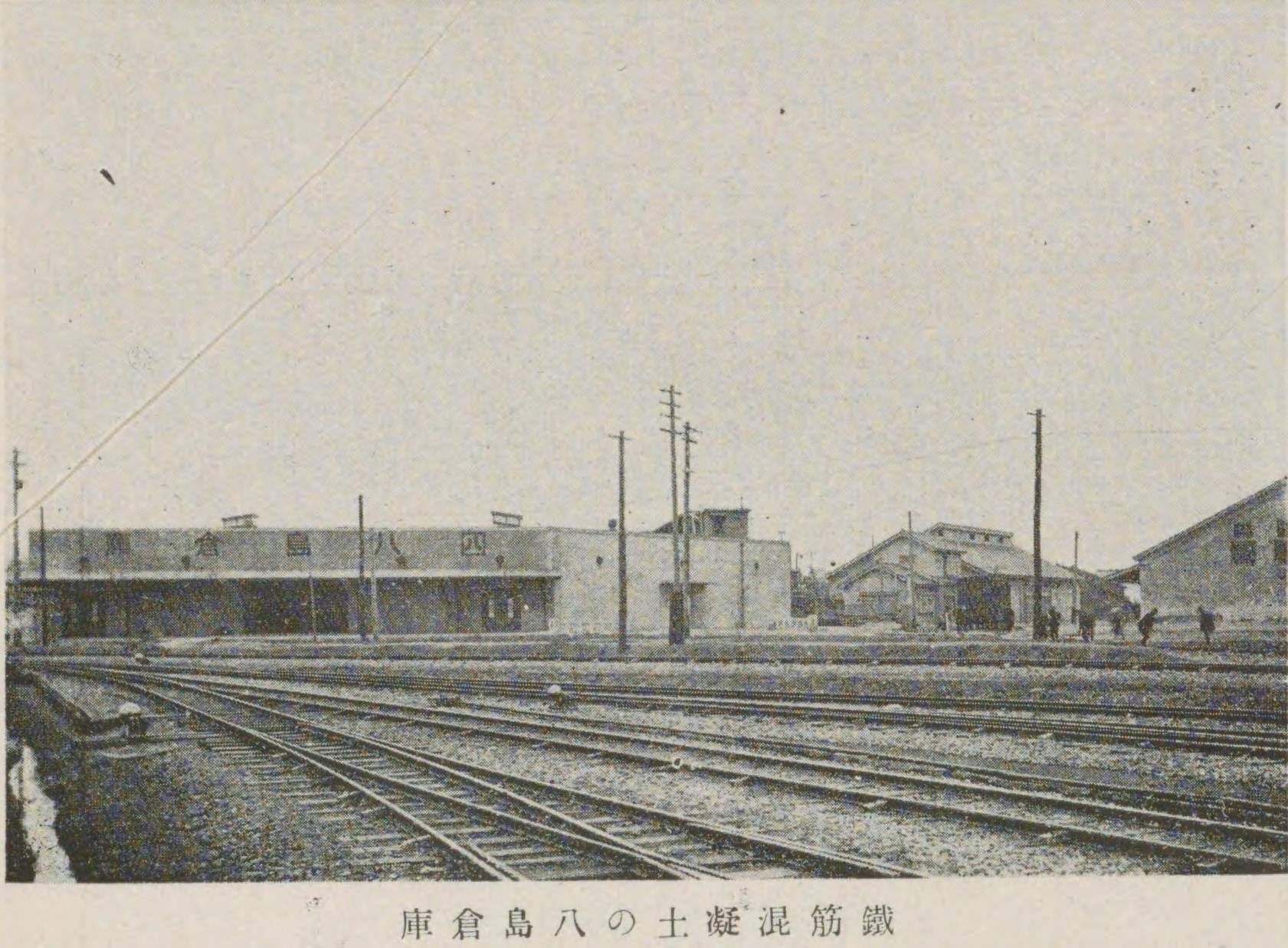
新湊駅から八島倉庫に接続していた専用線
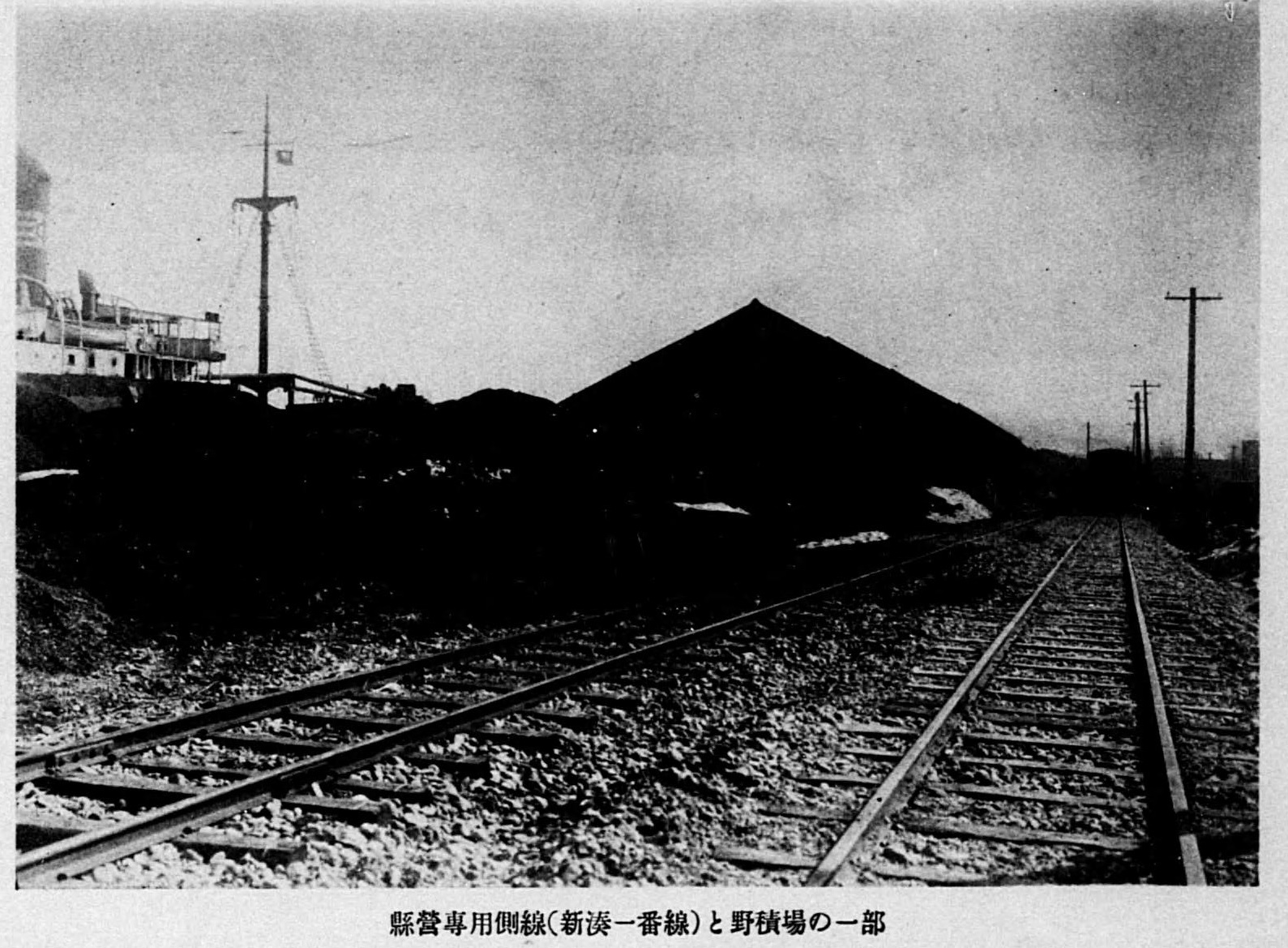
かつての富山県一号線と野積場
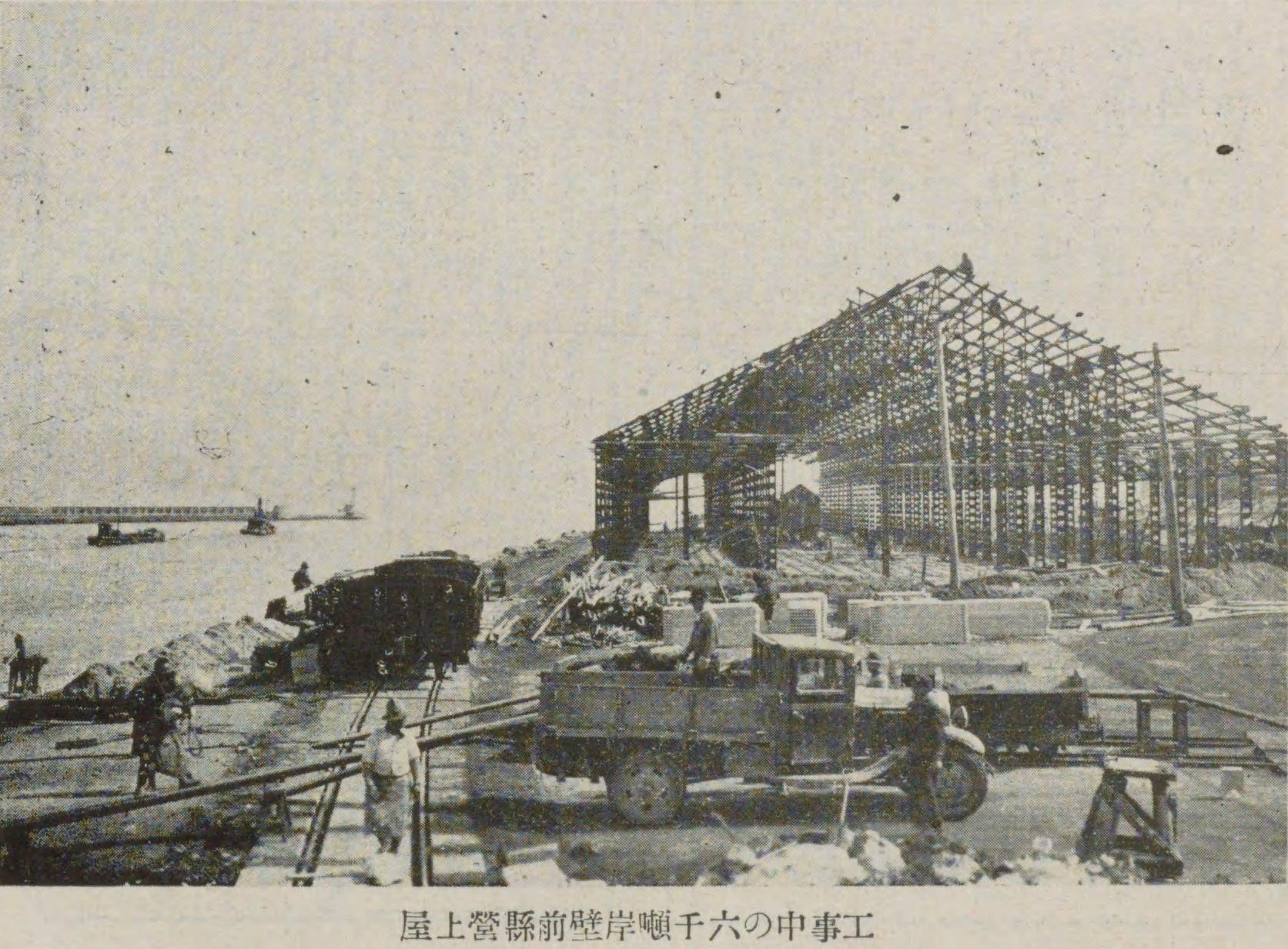
建設中の富山県営貨物上屋

## 取扱貨物
- コンテナ貨物 - 20ft大型コンテナ、中越パルプ工業専用線発着コンテナを取り扱う[51][36]。
- 車扱貨物
- 産業廃棄物・特別管理産業廃棄物の取扱許可を得ている[51]。

## 駅周辺
- 中越パルプ工業能町工場
- 荻布倉庫
- 新日本電工北陸工場（電池材料製造部）
- 日本重化学工業高岡工場
- サンエツ金属高岡工場
- JFEマテリアル工場
- 万葉線新吉久停留場（最寄駅）

## 隣の駅
日本貨物鉄道（JR貨物）
新湊線
能町駅 - 高岡貨物駅
- 1951年までは隣の能町駅との間に吉久駅・中伏木駅が存在した。